# باول آنسباش
باول آنسباش هو مبارز بالسيف بلجيكي، ولد في 1 أبريل 1882 في بروكسل في بلجيكا، وتوفي في 28 أغسطس 1981 في Forest, Belgium ‏ في بلجيكا.

## وصلات خارجية
- باول آنسباش على موقع اللجنة الأولمبية الدولية (الإنجليزية)
- باول آنسباش على موقع أوليمبيديا (الإنجليزية)
- باول آنسباش على موقع اللجنة الأولمبية البلجيكية (الهولندية)